# Bennington Museum

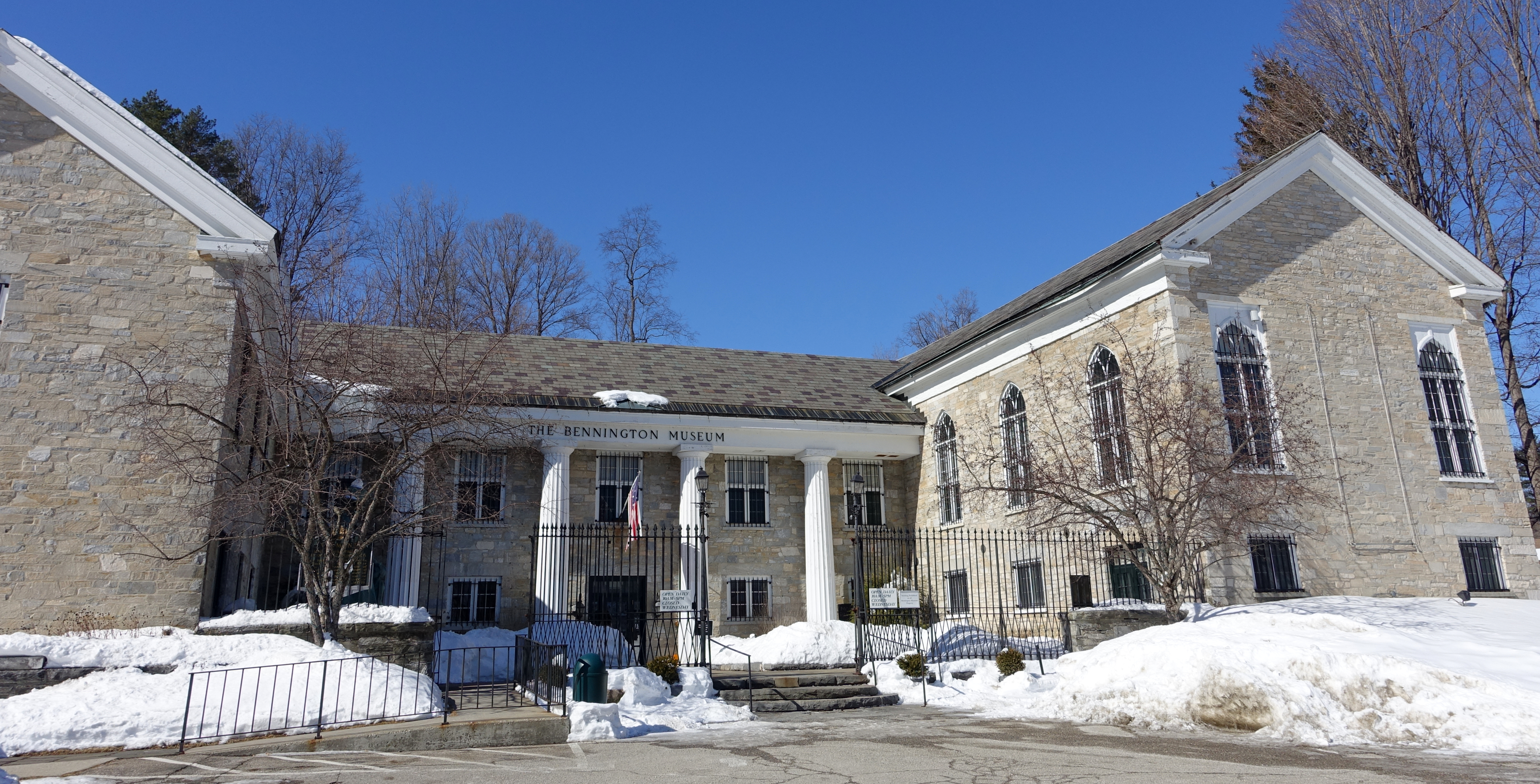
Gebäude

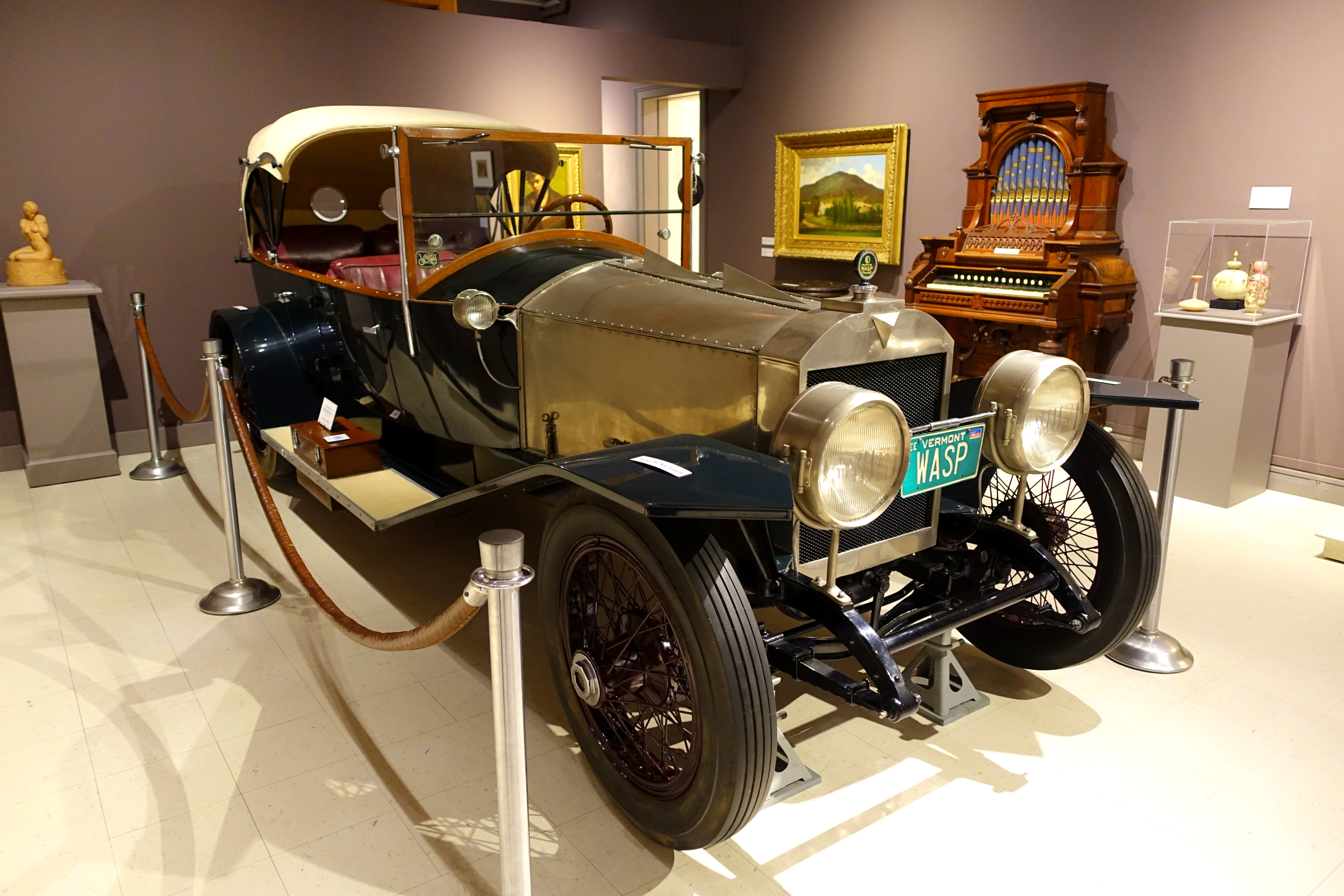
Ein Wasp von der Martin-Wasp Corporation

Das Bennington Museum wurde 1928 in Bennington im US-Bundesstaat Vermont eröffnet.

## Beschreibung
Das Museum zeigt in erster Linie Kunsthandwerk (Glas) der Umgebung und Hauptwerke der populären Malerin Grandma Moses (1860–1961). Diese prominenteste amerikanische Vertreterin der Naiven Kunst begann erst mit 75 Jahren zu malen. Aus ihrem Werk werden rund 30 Gemälde gezeigt.
Darüber hinaus findet man eine Sammlung zur lokalen Herstellung von Töpferei und Steingut, Möbeln sowie Globen. Außerdem thematisiert eine Dauer-Ausstellung die Schlacht von Bennington während des Amerikanischen Unabhängigkeitskrieges. Ein einzelnes Automobil von der Martin-Wasp Corporation illustriert die lokale Autoproduktion zwischen 1920 und 1924. Da der Wagen dieser Luxusmarke das letzte existierende Modell von 18 jemals gebauten Wagen ist, verdient auch er diese Würdigung.